# Gudrun Leyendecker
Gudrun Leyendecker, Pseudonym: Abby  M.  Bernsteen, (* 19. Mai 1948 in Bonn) ist eine deutsche Autorin von Romanen und Ratgebern.

## Leben
Leyendecker war das vierte Kind des Kunsthistorikers Ernst Lang und der Pianistin Margarethe Lang. Bereits in der Kindheit schrieb sie  unveröffentlichte Kurzgeschichten und Romane. Nach dem Besuch des Mädchengymnasiums ließ sich ihr berufliches Ziel Schauspielerin zu werden nicht verwirklichen, da sie auf Wunsch des Vaters den Beruf der Ärztin ergreifen sollte. Sie absolvierte stattdessen eine Ausbildung im Buchbinder-Handwerk.
Nach ihrer Eheschließung widmete sie sich der Familie. Aus dieser Ehe stammen zwei Söhne. In ihrer Freizeit malte sie und verfasste Romane.
Während ihrer 1991 geschlossenen zweiten Ehe begann ihre schriftstellerische Laufbahn. Nach einigen Jahren Tätigkeit in der Lebensberatung, verfasste sie zunächst zwei esoterische Bücher, später folgten Romane und Ratgeber. In den Jahren 2004 bis 2006 schloss sie sich der italienischen Künstler-Vereinigung Culturaitalia an und zeichnete Illustrationen für die Bücher ihrer italienischen Freunde.

## Publikationen (Auswahl)
- Kartenlegen für jedermann. Sachbuch, Artha Verlag, Haslach 1996, ISBN 3-89575-108-1.
- Zauberkraft der Liebe. Roman. Artha, Haslach 1998, ISBN 3-89575-110-3.
- Die Hex vom Dasenstein. Nach einer Sage aus uralter Zeit. Tebbert, Münster 1999; Neuauflage Engelsdorfer Verlag, Leipzig 2007, ISBN 3-86703-414-1.
- 9 mm sind dein Tod. Kriminalroman. Tebbert, Münster 1999, ISBN 3-89738-176-1.
- Der Clown auf der Schaukel. Märchen. Tebbert, Münster 1999, ISBN 3-89738-104-4.
- Ma-Ma-Mallorca. Tebbert, Münster 2000 und Engelsdorfer Verlag, Leipzig 2008, ISBN 978-3-86703-931-4.
- Heartplay. Teufelsspiel mit heißen Herzen. Satirischer Roman. Fouqué-Literaturverlag, Frankfurt/München/London/New York 2003, ISBN 3-8267-5372-0.
- Beinah witzig. Aus dem Leben gegriffen. Satirische Sprüche. Fouqué-Literaturverlag, Frankfurt/München/London/New York 2003, ISBN 3-8267-5308-9.
- Liebe ist kein Alibi. Kriminalerzählung. Triga-Verlag, Gelnhausen 1999, ISBN 3-89774-035-4.
- Motten haben keinen Mund. Kriminalroman. Triga Verlag, Gelnhausen 2002, ISBN 3-89774-046-X.
- mit Salvatore Messina: Kein Glück in der Liebe. Ein kleiner Ratgeber. Sachbuch, Triga Verlag, Gelnhausen 2003, ISBN 3-89774-431-7.
- Kartenlegen für die Partnerschaft. Sachbuch. Artha Verlag, Haslach 2005, ISBN 3-89575-109-X.
- E-Mail an den Papst. Roman. Engelsdorfer Verlag, Leipzig 2007, ISBN 3-86703-560-1.
- Du und ich im Chat. Eine Liebe ohne Ende. Shaker Media, Aachen 2008, ISBN 978-3-86858-042-6.
- Niza und das Tor des Schweigens. Kinderkrimi, Engelsdorfer Verlag, Leipzig 2008, ISBN 978-3-86703-885-0.
- Schnee in meinem Herzen. Roman. Shaker Media, Aachen 2010, ISBN 978-3-86858-379-3.
- Bandits. Ich lebe. Roman. Artha-Verlag, Oy-Mittelberg 2015, ISBN 978-3-89575-164-6.
- mit Antje Kardelke: Auf den Flügeln der Wahrheit. BoD, Norderstedt 2018, ISBN 978-3-7460-8913-3.
- Als der Mond das Schweigen brach. Liebe und Mehr. BoD, Norderstedt 2018, ISBN 978-3-7528-2282-3.

- mit Andreas und Michael Hubertus: Acapolto. Kampf auf dem magischen Planeten. BoD, 2018, ISBN 978-3-7528-4205-0.

- Wenn die Liebe bleibt. Gedichte und Gedanken. BoD, Norderstedt 2021, ISBN 978-3-7557-1322-7.

### Illustrationen
- Cuore Sal-Vaggio von Salvatore Messina
- Impronte di Memoria von Vanni Poli
- Intra me von Vanni Poli
- Poesie di Salvatore Messina Volume 1 von Salvatore Messina
- Poesie di Salvatore Messina Volume 2 von Salvatore Messina